# Michael Franti

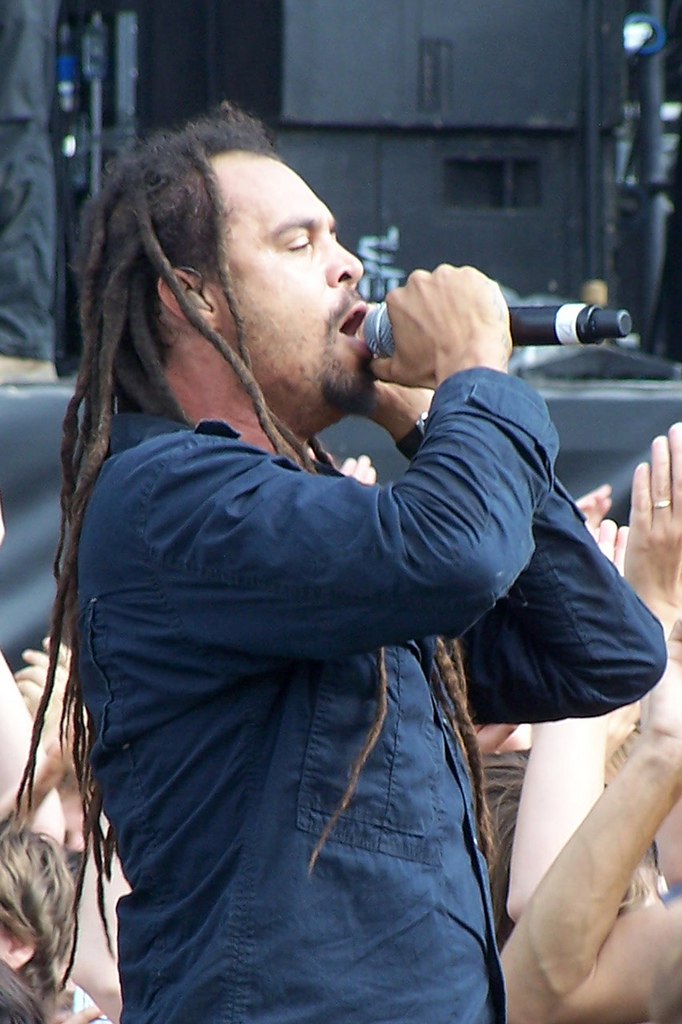
Michael Franti in 2008

Michael Franti (Oakland (Californië), 21 april 1966) is een Amerikaans componist, muzikant en schrijver. Hij is voorman van de band Michael Franti & Spearhead, die stijlen als rock, hiphop, reggae en funk combineert. Het werk van Franti wordt gekenmerkt door een positieve pacifistische en progressieve instelling.

## Biografie
Vlak na zijn geboorte werd Franti door blanke ouders in de overwegend donkere gemeenschap van Oakland geadopteerd. Deze ervaring wordt over het algemeen gezien als het begin van zijn 'cultural awareness' en maatschappelijke betrokkenheid.
Franti begon zijn muzikale carrière bij de industrial/punkband The Beatnigs, dat een album en een ep uitbracht. Vervolgens richtte hij samen met Beatnig-bandgenoot Rono Tse The Disposable Heroes of Hiphoprisy op. Deze band opende voor U2 op hun Zoo TV-tour, en bracht verschillende albums uit.
In 1994 richtte Franti Spearhead op. Deze band kende een wat minder industrieel geluid dan Franti's vorige projecten, en bevatte meer soul en funk. Omdat de band na haar eerste twee albums onder het contract met platenlabel Capitol Records uit wilde veranderde ze haar naam in Michael Franti & Spearhead.
Naarmate Franti meer bekendheid kreeg zette hij zich ook steeds meer in voor sociale kwesties, zoals de bestrijding van aids, dakloosheid en verzet tegen de doodstraf. Ook maakte hij verschillende reizen naar het Midden-Oosten in een poging de conflicten te doorgronden en een bijdrage aan vrede te kunnen leveren.
Franti's eerste soloalbum kwam in 2003 onder de titel Songs from the front porch, waarop hij met zijn akoestische gitaar te horen is. In 2005 verscheen Love Kamikaze: The Lost Sex Singles & Collectors' Remixes, eveneens zonder Spearhead vermeld op het hoesje, maar in dit geval betrof het remixen van oude — soms voorheen ongebruikte nummers — die Franti met Spearhead had gemaakt.
In 2006 kwam de film I know I'm not alone uit, die Franti volgt op zijn reis door Irak, Israël en de Palestijnse Gebieden in 2004. Zijn doelstelling was het verkennen van de 'human costs of war'. De muziek uit deze film verscheen op het album Yell Fire!.

## Discografie

### Albums
| Album met eventuele hitnotering(en) in de Nederlandse Album Top 100 | Datum van verschijnen | Datum van binnenkomst | Hoogste positie | Aantal weken | Opmerkingen                    |
| ------------------------------------------------------------------- | --------------------- | --------------------- | --------------- | ------------ | ------------------------------ |
| Home                                                                | 1994                  |                       |                 |              | als Michael Franti & Spearhead |
| Chocolate Supa Highway                                              | 1997                  |                       |                 |              | als Michael Franti & Spearhead |
| Stay Human                                                          | 2001                  |                       |                 |              | als Michael Franti & Spearhead |
| Everyone deserves music                                             | 2003                  | 07-06-2003            | 34              | 6            | als Michael Franti & Spearhead |
| Yell fire!                                                          | 2006                  | 29-07-2006            | 20              | 8            | als Michael Franti & Spearhead |
| All rebel rockers                                                   | 2008                  | 23-08-2008            | 25              | 4            | als Michael Franti & Spearhead |

| Album met hitnotering(en) in de Vlaamse Ultratop 200 albums | Datum van verschijnen | Datum van binnenkomst | Hoogste positie | Aantal weken | Opmerkingen                    |
| ----------------------------------------------------------- | --------------------- | --------------------- | --------------- | ------------ | ------------------------------ |
| Everyone deserves music                                     | 2003                  | 07-06-2003            | 28              | 3            | als Michael Franti & Spearhead |
| Yell fire!                                                  | 2006                  | 05-08-2006            | 19              | 6            | als Michael Franti & Spearhead |
| All rebel rockers                                           | 2008                  | 30-08-2008            | 40              | 1            | als Michael Franti & Spearhead |

### Singles
| Single met eventuele hitnotering(en) in de Nederlandse Top 40 | Datum van verschijnen | Datum van binnenkomst | Hoogste positie | Aantal weken | Opmerkingen                                               |
| ------------------------------------------------------------- | --------------------- | --------------------- | --------------- | ------------ | --------------------------------------------------------- |
| Sometimes                                                     | 2001                  | -                     |                 |              | als Michael Franti & Spearhead / #80 in de Single Top 100 |
| Everyone deserves music                                       | 2003                  | -                     |                 |              | als Michael Franti & Spearhead / #69 in de Single Top 100 |

| Single met hitnotering(en) in de Vlaamse Ultratop 50 | Datum van verschijnen | Datum van binnenkomst | Hoogste positie | Aantal weken | Opmerkingen                    |
| ---------------------------------------------------- | --------------------- | --------------------- | --------------- | ------------ | ------------------------------ |
| I know I'm not alone                                 | 2006                  | 05-08-2006            | tip8            | -            | als Michael Franti & Spearhead |

## Trivia
- Sinds 2000 leeft Franti grotendeels blootvoets. Alleen wanneer de situatie het vereist, zoals in het vliegtuig of in een restaurant, draagt hij sandalen. Hij doet dit onder andere als protest tegen de scheiding in de wereld tussen arme en rijke landen.
- In 2006 nam Franti samen met de Belgische artiesten Gabriel Rios en Flip Kowlier het nummer What's this? op, waarvan de opbrengst naar het Rode Kruis en haar landmijncampagne ging.
- Zaterdag 22 oktober 2011 trad Michael Franti op het Beursplein in Amsterdam op voor de deelnemers van Occupy Amsterdam: Hij zong er het nummer The Sound of Sunshine.[1]

- Bibliothèque nationale de France: cb139877143 (data)
- Gemeinsame Normdatei: 135487145
- International Standard Name Identifier: 0000 0001 1483 6974
- Library of Congress Control Number: no00029788
- MusicBrainz: 650012e9-f732-4295-936d-fdd99bbc6258
- Nationale Bibliotheek van Tsjechië: xx0115791
- Nationale Bibliotheek van Israël: 987007309946305171
- SNAC: w6n710fb
- Système universitaire de documentation: 158167678
- Virtual International Authority File: 166386586
- WorldCat: E39PBJcWxhPjJMKXXYcwm9WhpP